# Toronto Subway

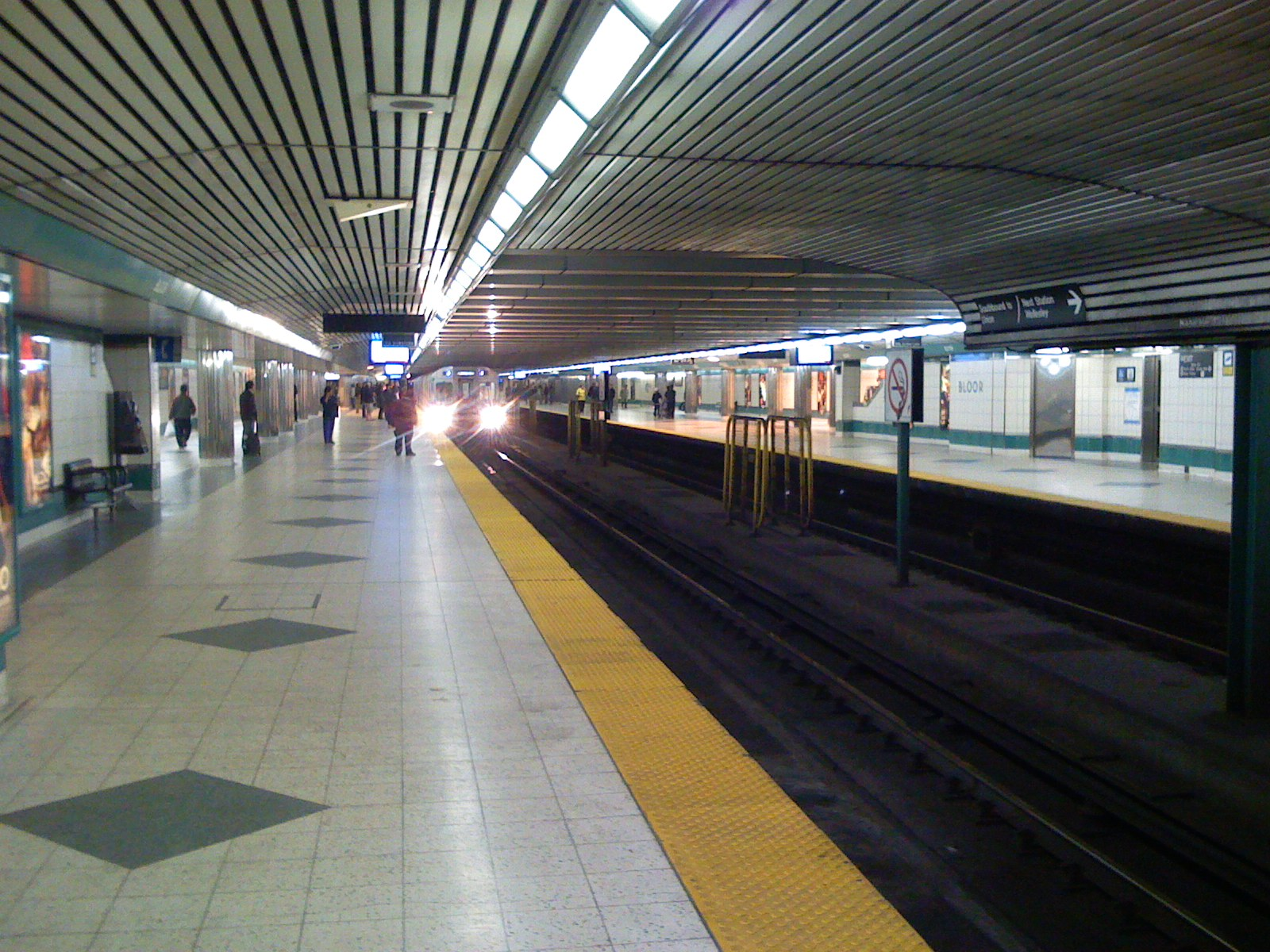
Die Station Bloor-Yonge

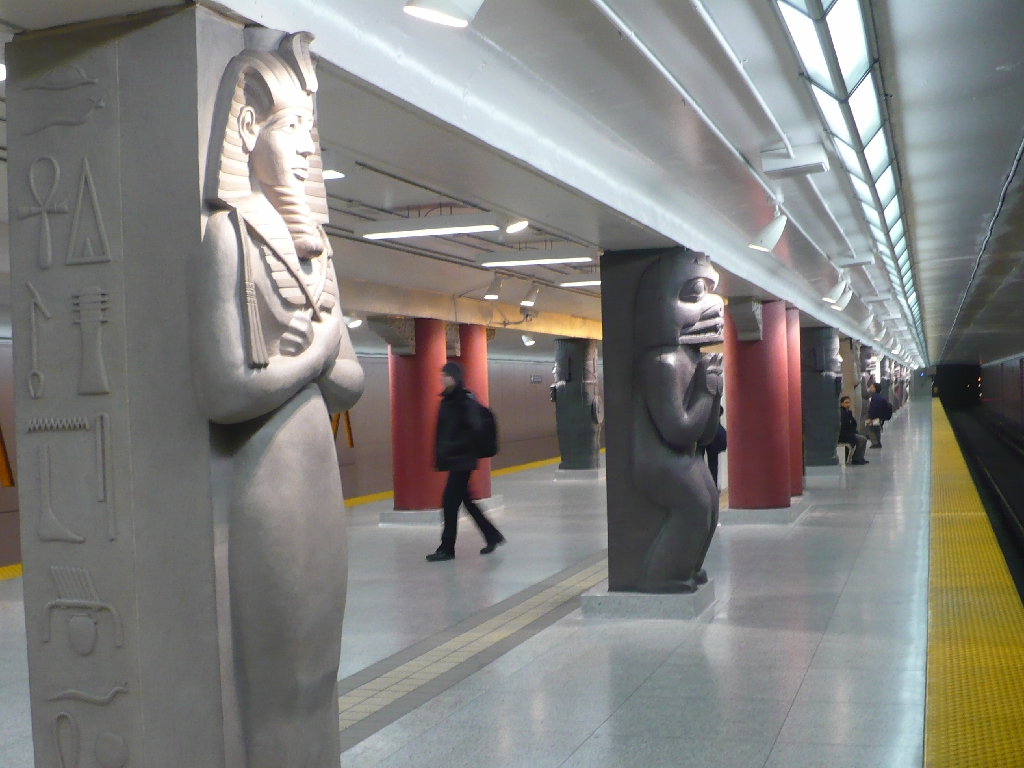
Bahnsteig der Station Museum

Die Toronto Subway ist die U-Bahn der kanadischen Stadt Toronto in der Provinz Ontario. Der erste Abschnitt wurde im Jahr 1954 eröffnet, womit die Toronto Subway die älteste U-Bahn des Landes ist. Durch mehrere Erweiterungen wuchs sie zur längsten Kanadas an. Das von der städtischen Verkehrsgesellschaft Toronto Transit Commission (TTC) betriebene Netz umfasst drei Linien mit einer Streckenlänge von insgesamt 70,5 Kilometern und 70 Stationen.
An Werktagen wurden im Jahr 2014 durchschnittlich 1.039.900 Fahrgäste befördert. Die Hauptlast des Verkehrs tragen die in Ost-West-Richtung verlaufende Bloor-Danforth-Linie und die U-förmige, in Nord-Süd-Richtung verlaufende Yonge-University-Linie. Zubringerfunktion erfüllt die Sheppard-Linie. Die drei Strecken haben eine weltweit einzigartige Spurweite von 1495 mm, die von der Straßenbahn Toronto übernommen wurde.
Mit Stand 2023 sind eine Streckenverlängerung der Bloor-Danforth-Linie und drei normalspurige (1435 mm) Light-Rail-Transit- bzw. Light-Metro-Strecken im Bau. Eine ehemalige Zubringerstrecke, die technisch besondere Scarborough-Linie, existierte von 1985 bis 2023.

## Liniennetz
| Linie                  | Strecke                             | Eröffnung | Länge   | Spurweite | Stationen | Bemerkungen |
| ---------------------- | ----------------------------------- | --------- | ------- | --------- | --------- | ----------- |
| Yonge-University-Linie | Finch ↔ Vaughan Metropolitan Centre | 1954      | 38,8 km | 1495 mm   | 38        |             |
| Bloor-Danforth-Linie   | Kipling ↔ Kennedy                   | 1966      | 26,2 km | 1495 mm   | 31        |             |
| Sheppard-Linie         | Sheppard-Yonge ↔ Don Mills          | 2002      | 05,5 km | 1495 mm   | 05        |             |

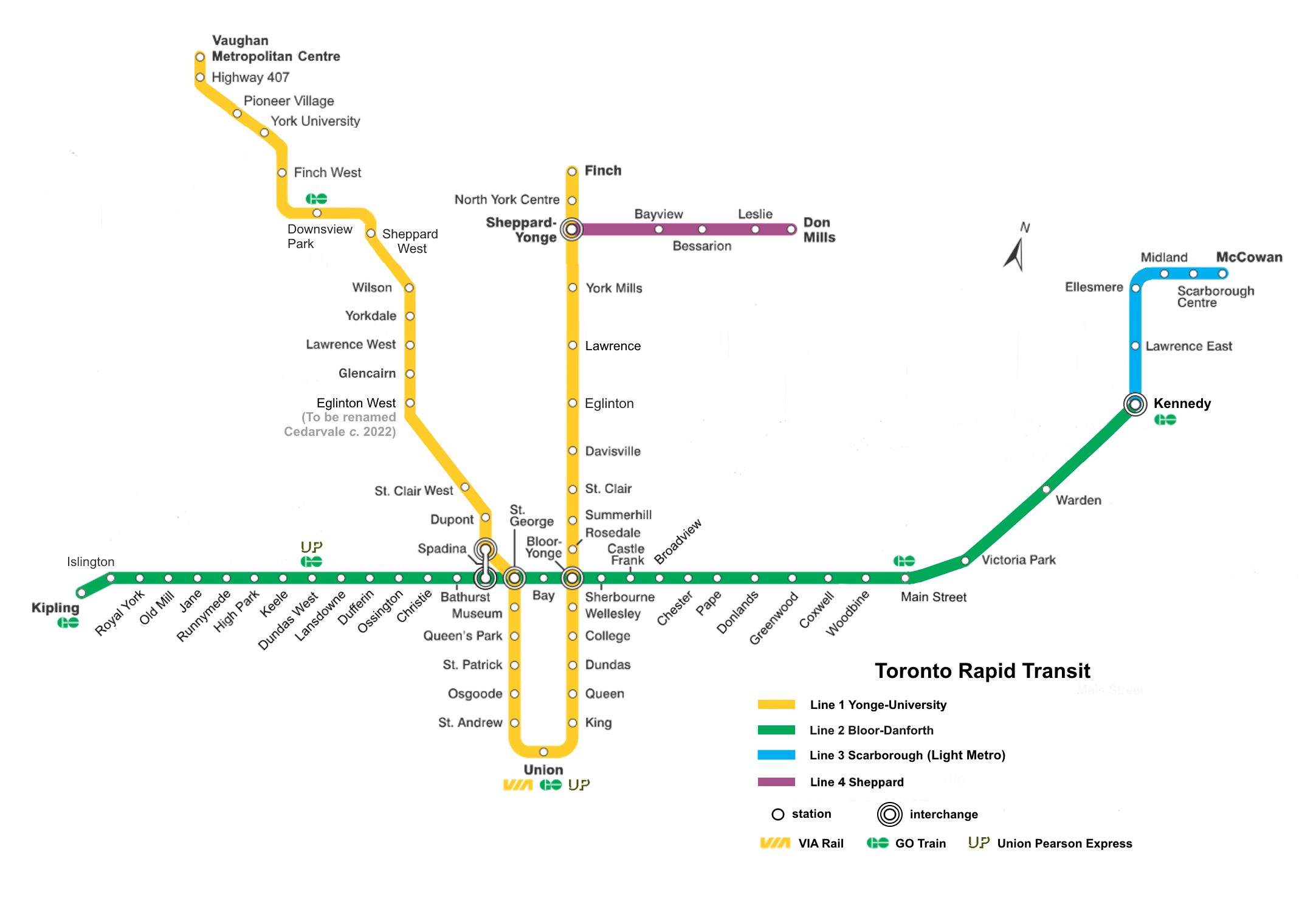
Liniennetz der Toronto Subway

Die Yonge-University-Linie, die ungefähr die Form eines U aufweist, ist die älteste und meistgenutzte U-Bahn-Linie Torontos. Sie beginnt in Vaughan Metropolitan Centre und verläuft zunächst südwärts bis Spadina, danach in Richtung Osten parallel zur Bloor-Danforth Linie bis St. George. Anschließend verläuft sie in Richtung Süden unter dem Queen’s Park und der University Avenue. Vor der Union Station wendet sie sich nach Osten und kurz darauf nach Norden. Anschließend verläuft sie unter der Yonge Street bis zur Endstation Finch. Die Linie ist 30,2 km lang und hat 32 Stationen (davon sieben oberirdisch). An der Station Sheppard-Yonge besteht Anschluss an die 5,5 km lange, vollständig im Tunnel verlaufende Sheppard-Linie mit fünf Stationen.
Wichtigste West-Ost-Verbindung im Verkehrsnetz Torontos ist die Bloor-Danforth-Linie mit einer Länge von 26,2 km und 31 Stationen (davon sechs oberirdisch). Sie beginnt an der Station Kipling und folgt der Bloor Street sowie der Danforth Avenue, wobei der Don River mit dem Prince Edward Viaduct überbrückt wird. Zwischen Spadina und St. George verläuft sie parallel zur Yonge-University-Linie. Nach der Victoria Park Avenue wendet sich die Strecke nach Nordosten und endet an der Station Kennedy.
Bis 2023 bestand in Kennedy Anschluss an die 6,4 km lange und vollständig an der Oberfläche befindliche Scarborough-Linie bis McCowan. Diese Linie unterschied sich in mehreren Punkten von den übrigen: Die Schienen waren in der Normalspurweite von 1435 mm verlegt anstatt der sonst in Toronto bei U-Bahn und Straßenbahn üblichen Spurweite von 1495 mm. Außerdem wich das eingesetzte Rollmaterial erheblich ab, da die Fahrzeuge über Linearmotoren verfügen.
Sechs der Stationen verfügen über einen Zugang zum Netzwerk von unterirdischen Fußgängertunneln der Innenstadt, dem PATH.

## Geschichte

### Projekte
1910 war ein aus drei Linien bestehendes Netz vorgesehen. Das U-Bahn-Projekt scheiterte jedoch 1912 in einem Referendum mit einem Neinstimmen-Anteil von 57 % und wurde nicht verwirklicht. Als die Toronto Transit Commission (TTC) 1921 den gesamten städtischen Nahverkehr übernahm, konzentrierte sie sich auf die Erneuerung des heruntergewirtschafteten Straßenbahnnetzes. Einen weiteren Vorschlag für eine Süd-Nord-U-Bahn gab es im Jahr 1931, doch die TTC kam in einer Studie zum Schluss, dass die Strecke „ökonomisch nicht gerechtfertigt“ sei; aufgrund der Weltwirtschaftskrise herrschte ohnehin eine angespannte Finanzlage.

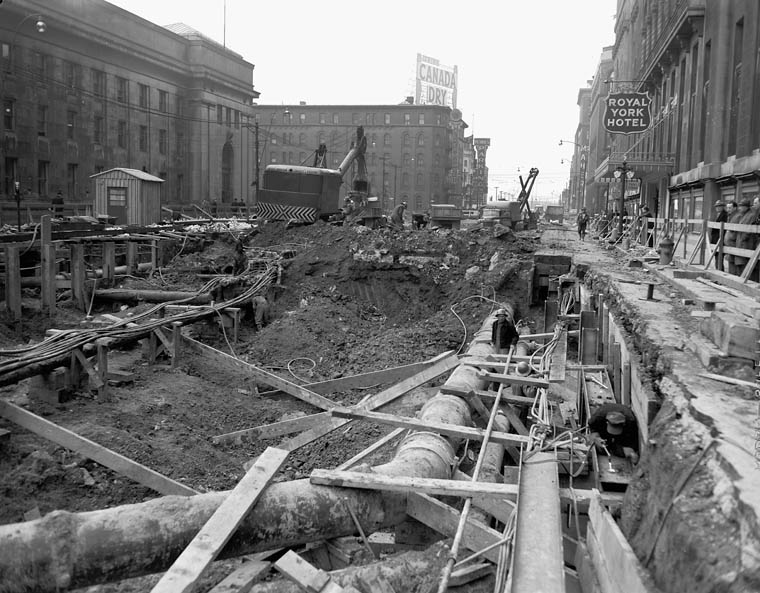
Bauarbeiten in der Front Street vor der Union Station (1949 oder 1950)

1941 ging die TTC von einem markanten Bevölkerungs- und Verkehrszuwachs in der Zeit nach dem Zweiten Weltkrieg aus. Aus diesem Grund plante sie zwei U-Straßenbahn-Strecken unter der Bay Street (Nord-Süd) und der Queen Street (Ost-West). Das Projekt stieß jedoch 1942 bei der Stadtverwaltung auf Ablehnung. Daraufhin entwarf die TTC einen neuen Plan, der nun Tunnels unter der Yonge Street und der Queen Street vorsah. Letztere sollte weiterhin von Straßenbahnen befahren werden können, weshalb deren Spurweite von 1495 mm übernommen wurde. Die Einwohner Torontos sprachen sich im Januar 1946 in einem Referendum mit 89 % Ja-Stimmen für das Projekt aus. Finanzminister C. D. Howe hatte 1945 eine finanzielle Beteiligung des Bundes zugesichert. Diese kam jedoch nicht zustande, weil sich Bundes- und Provinzregierung nicht auf ein Nachkriegs-Beschäftigungsprogramm einigen konnten. Um die Unterfinanzierung auszugleichen, wurde der Queen-Street-Tunnel zurückgestellt und schließlich aufgegeben.

### Yonge-University-Linie
1949 begannen die Bauarbeiten an Kanadas erster U-Bahn-Linie, der Yonge Subway. Der erste 7,4 km lange Abschnitt zwischen Union und Eglinton wurde am 30. März 1954 eröffnet. Am 28. Februar 1963 folgte die Inbetriebnahme des 3,8 km langen Abschnitts von Union nach St. George, der die Bezeichnung University Subway erhielt. Eine 3,9 km lange Verlängerung des Ostastes von Eglinton nach York Mills ging am 31. März 1973 in Betrieb, am 30. März 1974 weiter um 4,5 km bis Finch. Am 28. Januar 1978 wurde der 9,9 km lange, als Spadina Subway bezeichnete Abschnitt von St. George nach Wilson eröffnet. Damit war nun die Yonge-University-Spadina-Linie entstanden. Zwei kleinere Ergänzungen gab es am 18. Juni 1987 mit der Eröffnung der Station North York Centre zwischen den bereits bestehenden Stationen Sheppard-Yonge und Finch sowie am 30. März 1996 ein 1,1 km langer Abschnitt von Wilson nach Downsview (heute Sheppard West). Im März 2014 erhielt die Strecke die heutige Bezeichnung und die Liniennummer 1. Am 17. Dezember 2017 wurde sie um 8,6 km von Sheppard West nach Vaughan Metropolitan Centre im Vorort Vaughan verlängert.

### Bloor-Danforth-Linie
In der Nachkriegszeit verlagerte sich die Hauptlast des West-Ost-Verkehrs zur Bloor Street, weshalb ein Massenverkehrsmittel dort geeigneter erschien als eine U-Straßenbahn unter der zwei Kilometer südlich gelegenen Queen Street. Außerdem konnte so die untere Ebene des 1918 fertiggestellten Prince Edward Viaduct verwendet werden, die damals für genau diesen Zweck erstellt worden war. Die Bauarbeiten an der Bloor-Danforth-Linie begannen 1959. Der erste Abschnitt von 12,9 km Länge zwischen Keele und Woodbine ging am 26. Februar 1966 in Betrieb. Ein Versuchsbetrieb, bei dem Züge der Bloor-Danforth-Linie die untere Ebene der Station Bay benutzten, um dadurch direkt zur Yonge-University-Spadina-Linie zu gelangen, wurde nach sechs Monaten aufgegeben; dieser Stationsteil ist seitdem ein Geisterbahnhof. Am 11. Mai 1968 gab es eine kombinierte Eröffnung: Im Westen fuhren die Züge nun bis Islington, im Osten bis Warden, wobei sich die gesamte Linienlänge um 9,8 km erhöhte. Die bisher letzten Eröffnungen erfolgten am 22. November 1980; im Westen bis Kipling und im Osten bis Kennedy. Im März 2014 erhielt die Strecke die Liniennummer 2.

### Scarborough-Linie

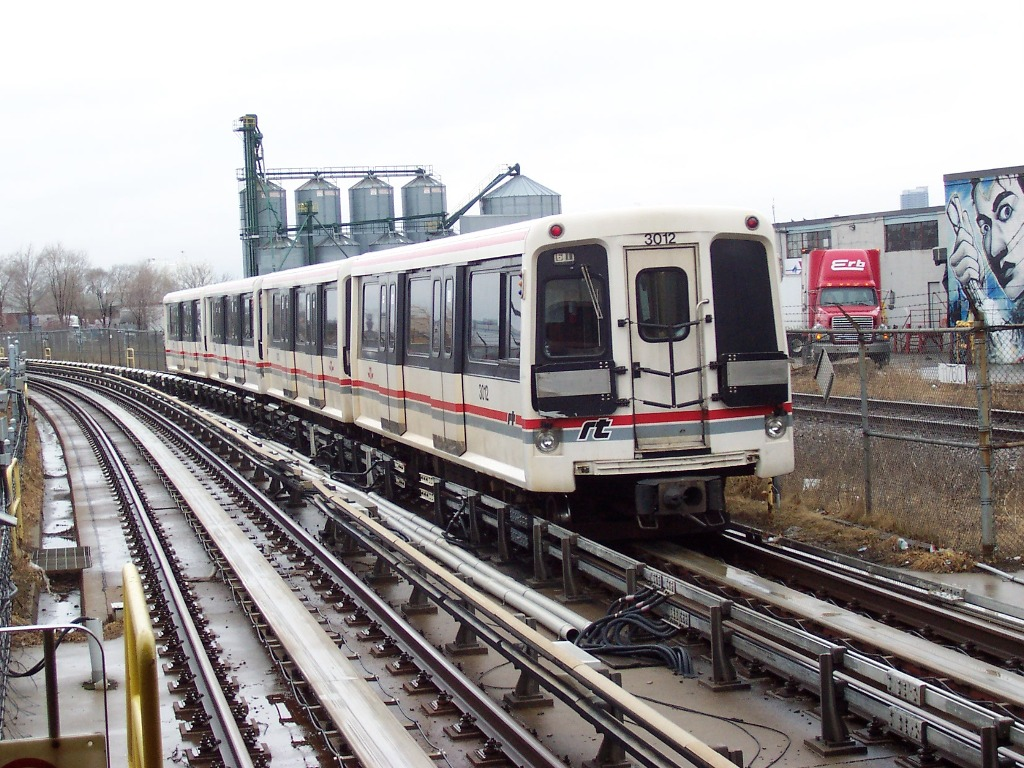
Zug des Scarborough RT

Am östlichen Endpunkt der Bloor-Danforth-Linie schloss sich die Scarborough-Linie an, die nach McCowan im Stadtteil Scarborough führte und sich in technischer Hinsicht von den übrigen Linien unterschied. Die 6,4 km lange, am 23. März 1985 eröffnete Strecke war in Normalspur ausgeführt, so dass die Spurweite um 60 mm schmaler war als jene der Subway. Ursprünglich plante die TTC den Betrieb einer Stadtbahnlinie auf dieser überwiegend auf Viadukten verlaufenden Strecke. Doch Politiker der Provinz Ontario wollten sie als Referenzstrecke für moderne Technologien nutzen und setzten das System Bombardier Advanced Rapid Transit durch. Die Fahrzeuge verkehrten automatisch mit Linearmotoren. Diese Technologie kommt beispielsweise auch auf dem SkyTrain Vancouver zur Anwendung. Drei Jahrzehnte lang trug die Strecke die Bezeichnung Scarborough RT (= Rapid Transit), um sie vom übrigen U-Bahn-Netz zu unterscheiden. Im März 2014 erhielt sie die Liniennummer 3 und wurde passend zu den übrigen Linien in „Scarbourgh Line“ umbenannt.
Im Februar 2021 erklärte die TTC, die Scarborough-Linie sei zu alt, unzuverlässig und zu schwierig in der Wartung. Damit würde die Scarborough-Linie 2023 endgültig geschlossen. Nach einer Zugentgleisung am 24. Juli 2023 beschloss die TTC, die Linie dauerhaft zu schließen. Seitdem müssen die Fahrgäste, bis zur Eröffnung einer Verlängerung der Bloor-Danforth-Linie, mit Bussen fahren.

### Sheppard-Linie

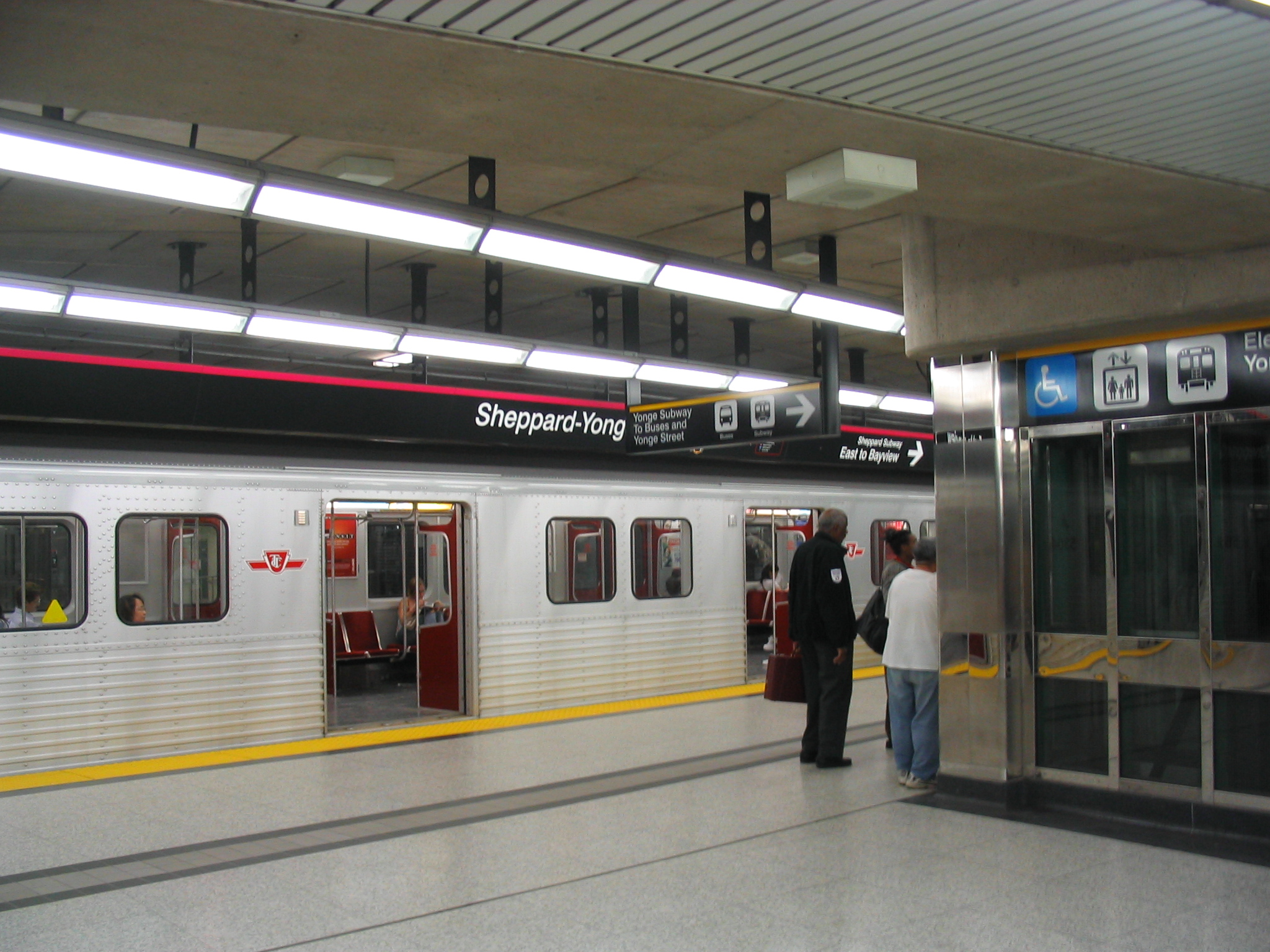
Station Sheppard-Yonge

Am 24. November 2002 wurde mit der Sheppard-Linie eine vierte U-Bahn-Strecke eröffnet. Unter der Sheppard Avenue verlaufend verbindet sie Don Mills mit Sheppard-Yonge, wo zur Yonge-University-Linie umgestiegen werden kann. Mit dieser U-Bahn-Linie im Norden Torontos wird ein großes Wohngebiet erschlossen. Die Planungen begannen im Jahr 1982, der Baubeginn verzögerte sich aber aufgrund von Finanzierungsproblemen und aus politischen Gründen bis 1995. Im März 2014 erhielt die Sheppard-Linie die Liniennummer 4.
Die Sheppard-Linie ist Teil einer einstmals geplanten Tangentialstrecke durch die nördlichen Stadtteile, die aber in dieser Form wohl nie verwirklicht werden wird. Teil dieser Tangente hätte die Eglinton West Subway sein sollen, die von der Yonge-University-Linie in Richtung Westen abgezweigt wäre. 1994 wurden Bauvorleistungen erbracht, ein Jahr später stoppte die Provinzregierung jedoch sämtliche Bauarbeiten.

## Ausbauplanungen
Im April 2019 kündigte die Provinzregierung an, die Ontario-Linie als leichte Metro (light metro mit Zügen kleinerer Größe) zu bauen. Die 15,6 Kilometer lange Strecke wird von der Station Science Centre an der im Bau befindlichen Eglinton-Linie über Downtown Toronto bis zum Exhibition Place verlaufen. Die neue Strecke soll die Yonge-University-Linie entlasten, deren Kapazität erschöpft ist. Die Linie wird normalspurig (1435 mm) sein sowie erhöhte und unterirdische Abschnitte haben. Im Gegensatz zu den übrigen U-Bahn-Linien sollen automatisch verkehrende Züge zum Einsatz kommen. Die Kosten für die neue Strecke werden im Jahr 2019 auf 10,9 Milliarden Dollar geschätzt, die von der Provinzregierung finanziert werden. Die Regierung hofft, die Strecke im Jahr 2030 fertigzustellen.
An ihrem nordöstlichen Ende soll die Yonge-University-Linie um 6,8 km und sechs Stationen zum Busterminal Richmond Hill Centre im Vorort Richmond Hill verlängert werden, doch ist die mittelfristige Realisierung derzeit ungewiss. Die Provinzregierung wird die geschätzten Kosten von 5,6 Milliarden Dollar finanzieren.
Für die Modernisierung der Scarborough-Linie prüfte die TTC verschiedene Optionen, da das dort eingesetzte Rollmaterial sich der maximalen Einsatzdauer nähert und die Linie überlastet ist. Erschwerend kommt hinzu, dass die Zugtypen nicht mehr produziert werden. Auch sind die Nachfolgemodelle länger, was teure Umbauten an den Stationen nach sich ziehen würde. Nachdem eine Verlängerung der Bloor-Danforth-Linie über die Trasse der Scarborough-Linie nicht mehr in Betracht gezogen worden war, hätte die Strecke stattdessen (wie ursprünglich geplant) von einer konventionellen Stadtbahn befahren und um 4,9 km verlängert werden sollen. Bürgermeister Rob Ford stoppte nach seinem Amtsantritt im Dezember 2010 alle Stadtbahnplanungen. Im Oktober 2013 entschied sich der Stadtrat für eine Verlängerung der Bloor-Danforth-Linie nach Scarborough, jedoch auf einer weiter östlich verlaufenden Trasse. Sie soll rund 3 Milliarden Dollar kosten, wovon Bund und Provinz zusammen etwas mehr als zwei Drittel übernehmen würden. Die geschätzten Kosten für den Ausbau mit drei neuen Stationen beliefen sich im Jahr 2019 auf 5,5 Milliarden Dollar, die die Provinzregierung finanzieren würde. Die Regierung hofft, die Verlängerung bis 2030 zu eröffnen.

### Stadtbahn
Bürgermeister David Miller und Adam Giambrone, der Vorsitzende der TTC, kündigten am 16. März 2007 das ambitionierte Ausbauprogramm Transit City an, mit dem der öffentliche Nahverkehr im Großraum Toronto markant verbessert werden soll. Unter anderem ist der Bau von sieben Stadtbahnlinien mit einer Gesamtlänge von 120 Kilometern vorgesehen, die überwiegend die nördlichen Stadtteile erschließen sollen. Im Gegensatz zu den Straßenbahnlinien im Stadtzentrum sollen die Strecken in Normalspur ausgeführt werden.
Im Juni 2007 kündigte die Provinzregierung von Dalton McGuinty das Programm MoveOntario 2020 an. Es sieht zahlreiche Verkehrsinfrastrukturprojekte im Großraum Greater Toronto–Hamilton mit Gesamtkosten von 17,5 Mrd. CAD vor, die bis 2020 verwirklicht werden sollen. Dazu gehören neben mehreren Stadtbahnlinien auch drei Erweiterungen der Toronto Subway. Gemäß dem Programm beteiligt sich die Provinz Ontario zu zwei Dritteln an den Kosten, die Bundesregierung zu einem Drittel.
Im November 2012, hatte die Provinzregierung von Ontario (durch ihre Agentur Metrolinx) beschlossen, vier der Transit-City-Linien zu bauen. Metrolinx wäre der Eigentümer der Linien, und die Toronto Transit Commission würde diese Linien betreiben.
Heute sind in Toronto zwei Stadtbahnlinien im Bau; die anderen vorgeschlagenen Transit-City-Linien wurden gestrichen:
- Die Eglinton-Linie (offiziell Line 5 Eglinton) ist eine 19 km lange Stadtbahnstrecke entlang der Eglinton Avenue, die sich seit 2013 im Bau befindet. Der Abschnitt von der Black Creek Drive zur Brentcliffe Avenue (10 km) wird unterirdisch sein. Von der Brentcliffe Avenue zur Kennedy Station wird die Strecke auf einem eigenen Gleiskörper in der Mitte von der Eglinton Avenue liegen. Es wird 15 Tunnelstationen und 10 Stationen an der Oberfläche geben.[19]
- Die Finch-West-Linie (offiziell Line 6 Finch West) ist eine 11 km lange Stadtbahnstrecke entlang der Finch Avenue West, an der seit 2018 gebaut wird. Zwischen den zwei Endstationen im Tunnel wird die Strecke auf einem eigenen Gleiskörper in der Mitte von der Finch Avenue West liegen. Es wird zwei Tunnelstationen und 16 Stationen an der Oberfläche geben.[20][21]

Beide Stadtbahnlinien sind normalspurig (1435 mm). Zwischen den beiden neuen Strecken, da sie etwa acht Kilometer voneinander entfernt sind, wird es keine Gleisverbindung geben.

## Fahrzeuge

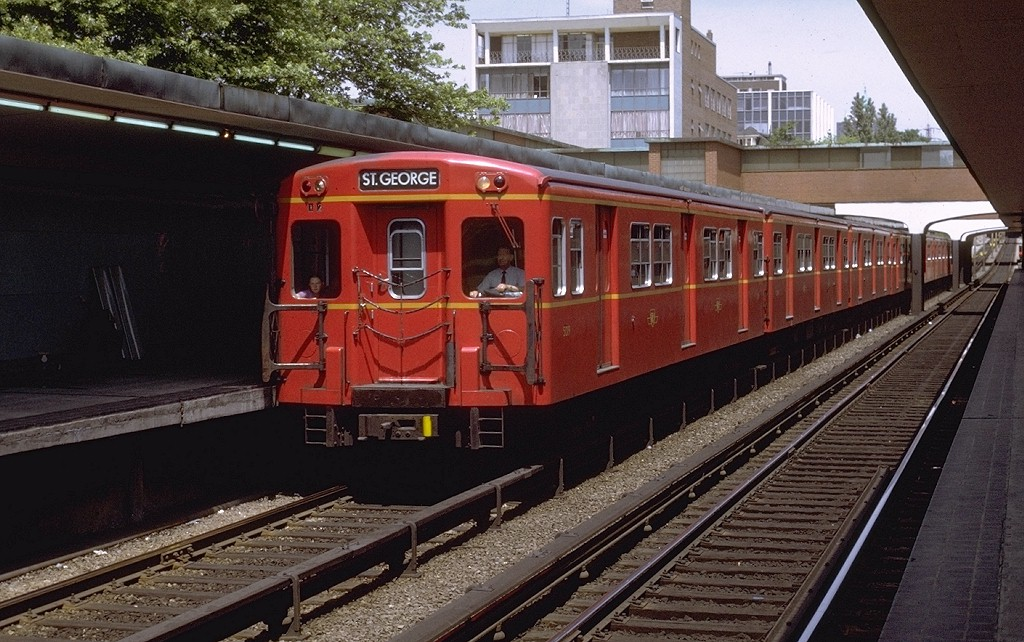
Ein Zug der G-Serie im Jahr 1971

### Breitspurige Fahrzeuge
Die Linien Yonge-University, Bloor-Danforth und Sheppard verwenden breitspurige (1495 mm) Fahrzeuge. Die Wagenkästen der breitspurigen Toronto-Subway-Züge sind alle durchgängig 3,15 Meter breit und somit sehr viel aufnahmefähiger als zum Beispiel die ungleich schmaleren im Berliner Großprofil mit 2,65 Metern. Auf allen Linien beziehen die Züge den elektrischen Strom aus einer Stromschiene. Die Spannung ist 600 Volt Gleichstrom.

#### Triebwagen der ersten Generation

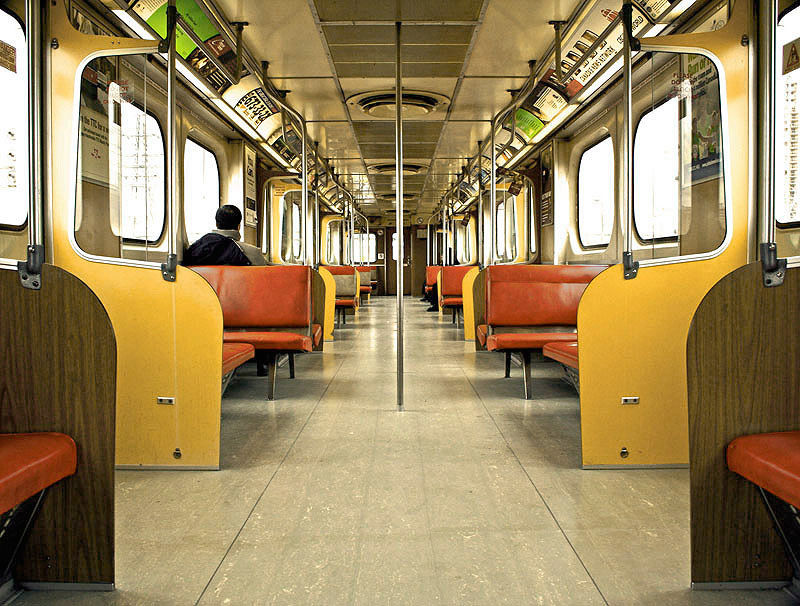
Innenraum des Zugtyps H4

Die ersten 104 Wagen wurden bei der britischen Gloucester Railway Carriage and Wagon Company bestellt. Aufgrund der damals hohen Preise für Leichtbauzüge entschied sich die TTC für Stahlwagen, die jedoch bedeutend schwerer waren und so auch mehr Strom verbrauchten. Zur Eröffnung der U-Bahn im März 1954 wurden 100 Wagen geliefert, die als Doppeltriebwagen (Dtw) verkehrten. In den Jahren 1955 und 1956 kamen weitere 28 Wagen ohne Führerstand hinzu. Die Fahrgastzahl war bedeutend gestiegen und so wurden statt 4-Wagen-Züge nun 8-Wagen-Züge mit vier Beiwagen gefahren. 1958/1959 kamen weitere sechs Züge dazu, die verschiedene Neuerungen besaßen und so als Experiment angesehen werden können.

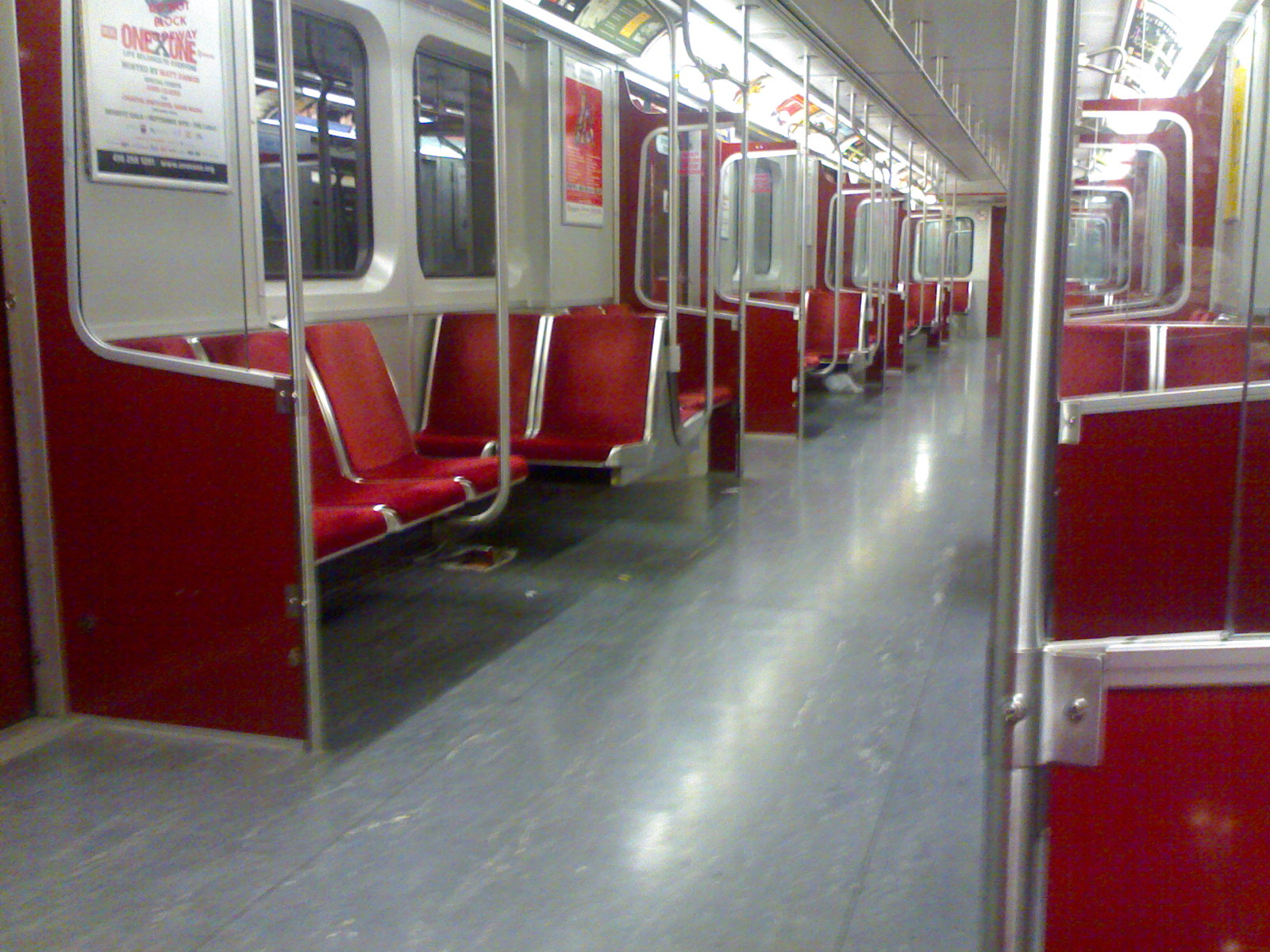
Innenraum des Zugtyps T1

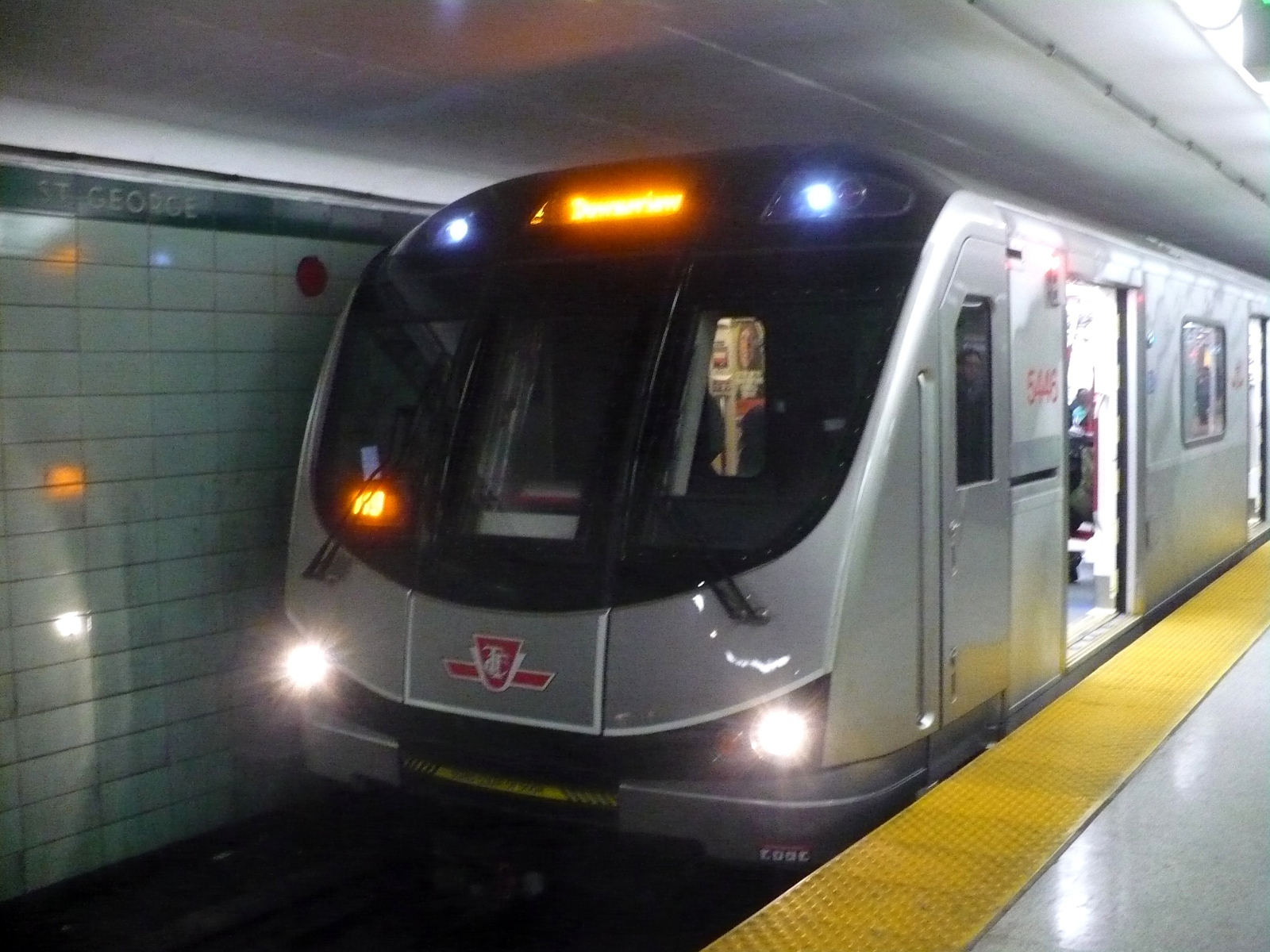
Toronto-Rocket-Triebwagen in der George Station 2011

Bis dahin gab es insgesamt 140 Fahrzeuge im Dienst der Subway, die die Baureihenbezeichnung G1 bis G4 erhielten. Alle Fahrzeuge dieser Bauart sind seit 1990 außer Betrieb, ausgenommen einige Dienstfahrzeuge. Einen Wagen erhielt das Verkehrsmuseum Halton County Radial Railway in Milton, weitere wurden bei einem Brand in der Abstellanlage Union schwer beschädigt und nicht wieder aufgearbeitet.

#### Triebwagen der zweiten Generation
Für die 1963 eröffnete University Subway beschaffte die TTC in den Jahren 1962/1963 neue Züge des Typs M1, die jedoch im Gegensatz zu den Vorgängerfahrzeugen in Kanada bei den Montreal Locomotive Works hergestellt wurden. Auch sind diese Wagen in der Leichtbauweise erbaut worden. In den folgenden Jahren für die Bloor-Danforth-Linie gab es weitere Bestellungen und so wurden die bei Hawker Siddeley Canada hergestellten Fahrzeugtypen H1 (1965/1966), H2 und H3 (1971) sowie H4 (1974/1975) ausgeliefert. Die Urban Transportation Development Corporation (UTDC, heute Teil von Bombardier Transportation) stellte die Nachfolgeserien H5 (1976/1979) und H6 (1986/1989) her. Die Fahrzeuge ab dem Typ H4 erhielten eine verminderte Sitzplatzanzahl, dafür gab es mehr Stehplätze.
Der in den Jahren 1992/1998 von Bombardier hergestellte Typ T1 erhielt ebenfalls weniger Sitzplätze, jedoch erstmals einen gesonderten Rollstuhlplatz. Nachdem die T1-Typen nach und nach in Dienst gestellt wurden, zog die TTC die Fahrzeuge der Baureihen M1 und H1–3 aus dem Verkehr. Hier erhielt ebenfalls das Verkehrsmuseum in Milton ein Fahrzeug der Gattung M1. Während die älteren Züge eine Maximalgeschwindigkeit von 80 km/h erreichen, fahren die Züge ab der Baureihe H6 höchstens 88,5 km/h (55 mph).
Für den gesonderten Betrieb der normalspurigen Scarborough RT bestellte die TTC 28 Wagen (14 Doppeltriebwagen) des Typs S1 in den Jahren 1983–1985 bei der UTDC. Diese 2,5 m breiten und 12,7 m langen Fahrzeuge bieten nur 30 Sitzplätze und sind damit deutlich zu klein. Die Fahrzeuge mit einem Nettogewicht von 15,45 Tonnen erreichen eine Geschwindigkeit von 80 km/h. Diese oft auch ausgefahrene Geschwindigkeit bringt jedoch einen bedeutenden Nachteil mit sich, nämlich eine enorme Lautstärkeentwicklung. Die Züge werden bei kleinen Reparaturen in der Endstation McCowan gewartet, sonst in der Hauptwerkstatt der Subway.

#### Triebwagen der dritten Generation
2006 erteilte die Stadt die Genehmigung zum Kauf von 234 neuen U-Bahn-Fahrzeugen, da die Lebensdauer der alten Fahrzeuge sich dem Ende neigte. Ab 2010 lieferte Bombardier einen neuen Zugtyp aus, den Toronto Rocket. Diese Züge weichen vom bisherigen Prinzip des Doppeltriebwagens ab. Sie bilden eine durchgehend begehbare Einheit, die aus zwei End- und vier Mittelwagen besteht. Die Inbetriebnahme der ersten Züge verzögerte sich aufgrund der Insolvenz eines Zulieferbetriebs um ein Jahr. Seit 2011 werden die alten Fahrzeuge der Typen H4, H5 und H6 nach und nach durch die neuen Fahrzeuge ersetzt.

#### Zukünftige Beschaffungen
Ab 2027 war der Einsatz einer neuen Baureihe geplant, die einerseits auf der Linie 2 die derzeit eingesetzten Fahrzeuge der Baureihe T1 ersetzen und darüber hinaus den erhöhten Fahrzeugbedarf geplanter Streckenverlängerungen abdecken sollte. Es wären insgesamt 80 sechsteilige Züge mit einer Nutzungsdauer von 35 Jahren vorgesehen gesehen, die bis 2033 gebaut werden sollen. Ein Hersteller stand zum Zeitpunkt des Abbruchs der Ausschreibung nicht fest, allerdings hatten sich Alstom, CRRC Qingdao Sifang, Hyundai Rotem und Kawasaki Rail Car für den Auftrag beworben. Im Juli 2023 wurde bekanntgegeben, dass die Ausschreibung zur Lieferung aufgrund der fehlenden Absicherung der Finanzierung abgebrochen wurde.

### Normalspurige Fahrzeuge
Auf den normalspurigen Strecken verkehren Fahrzeuge verschiedener Typen, die auf anderen Strecken oft inkompatibel sind.

#### Eglinton-Linie
Auf der im Bau befindlichen Eglinton-Linie werden 76 Niederflur-Stadtbahnwagen des Typs Flexity Freedom von Bombardier verkehren. Diese Zweirichtungsfahrzeuge sind 31 Meter lang und werden in Zügen mit 2 oder 3 Wagen gefahren.

#### Finch-West-Linie
Auf der im Bau befindlichen Finch-West-Linie werden 18 Niederflur-Stadtbahnwagen des Typs Citadis Spirit von Alstom verkehren. Diese Zweirichtungsfahrzeuge sind 48,4 Meter lang.

#### Ontario-Linie
Für die geplante Ontario-Linie sind fahrerlose Züge vorgesehen, die von Hitachi Rail gebaut werden sollen.

#### Scarborough-Linie
Die ehemalige Scarborough-Linie verwendete 28 Hochflurwagen des Typs ITCS Mark I von Urban Transportation Development Corporation. Sie waren 12,7 Meter lang, 2,5 Meter breit und 15,445 Tonnen schwer. Ein Wagen bot 30 Sitz- und 55 Stehplätze, war also relativ klein bemessen. In der Regel wurden die Wagen zu Vier-Wagen-Zügen gekoppelt und verkehrten mit einer Höchstgeschwindigkeit von 80 km/h.

## Betriebshöfe

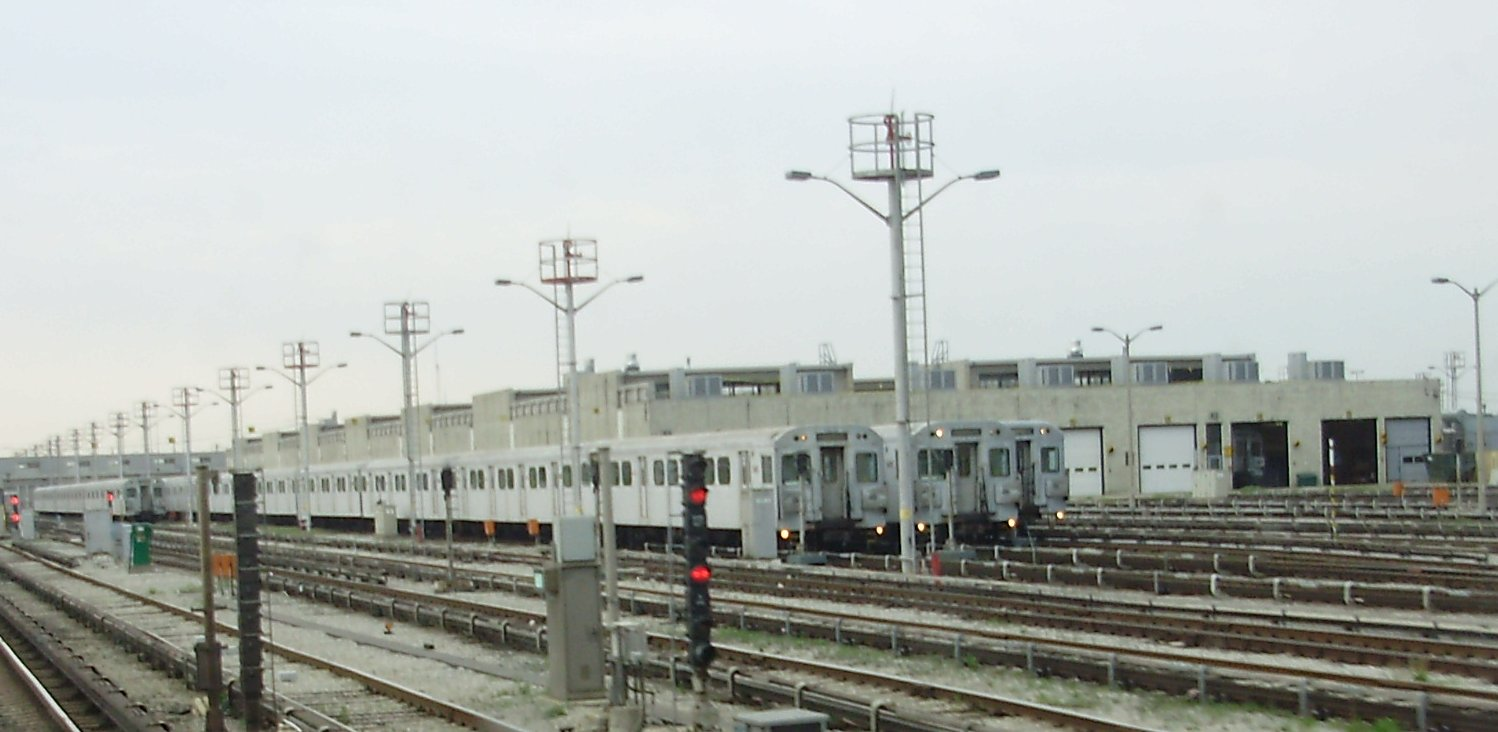
Wilson Yard

Alle breitspurigen Züge können in vier Betriebshöfen gewartet werden. Die älteste Anlage Davisville Yard befindet sich bei der Station Davisville der Yonge-University-Linie. Sie war von 1954 bis 1966 die einzige der Toronto Subway und ist heute nach einer kurzen Stilllegungsphase um die Jahrtausendwende für die Züge der Sheppard-Linie zuständig. Der zweite Betriebshof Greenwood Yard befindet sich bei der Station Greenwood der Bloor-Danforth-Linie. Er wurde 1963–1965 erbaut, ist etwa zwölf Hektar groß und besitzt einen direkten Anschluss zum Eisenbahnnetz. Dort befindet sich auch die Hauptwerkstatt der Subway; so können die Züge hier auch von den Achsen gehoben werden, um die nötigen Hauptuntersuchungen durchzuführen. Der dritte Betriebshof Keele Yard (früher Vincent Yard) befindet sich zwischen den Stationen Dundas West und Keele entlang der Bloor-Danforth-Linie. Im Jahr 1966 eröffnet ist dies der kleinste Betriebsbahnhof vom Subway-System mit einer Kapazität für acht Züge; allerdings sind dort normalerweise nur vier stationiert. Der vierte Betriebshof Wilson Yard, mit Baujahr 1976/1977 auch der jüngste, befindet sich in der Nähe der Station Wilson an der Yonge-University-Linie. Er war zunächst bedeutend kleiner konzipiert, wurde jedoch in den Jahren 1994 bis 1998 markant erweitert und umfasst auch eine Busgarage. Die Anlage ist etwa elf Hektar groß.

## Betrieb
Ursprünglich war ein Zug auf der Yonge-University-Linie, der Bloor-Danforth-Linie oder der Sheppard-Linie mit zwei Fahrern besetzt, jeweils einer im vorderen und hinteren Führerstand. Der hintere Fahrer fertigt den Zug ab und bedient die Türen. Dieses Verfahren ermöglicht einen kurzen Aufenthalt in den Endstationen. Bis Oktober 2016 hatte die Sheppard-Linie dasselbe Verfahren; seitdem wird auf dieser Strecke ein videobasiertes Abfertigungssystem mit nur einem Fahrer verwendet. Seit dem 21. November 2021 verkehren Züge der Yonge-University-Linie mit einem Fahrer zwischen den Stationen Vaughan Metropolitan Centre und St. George, und seit dem 20. November 2022 auch zwischen den Stationen St. George und Finch. Bei der Scarborough-Linie gab es immer nur einen Fahrer.